# Marcello Abbado

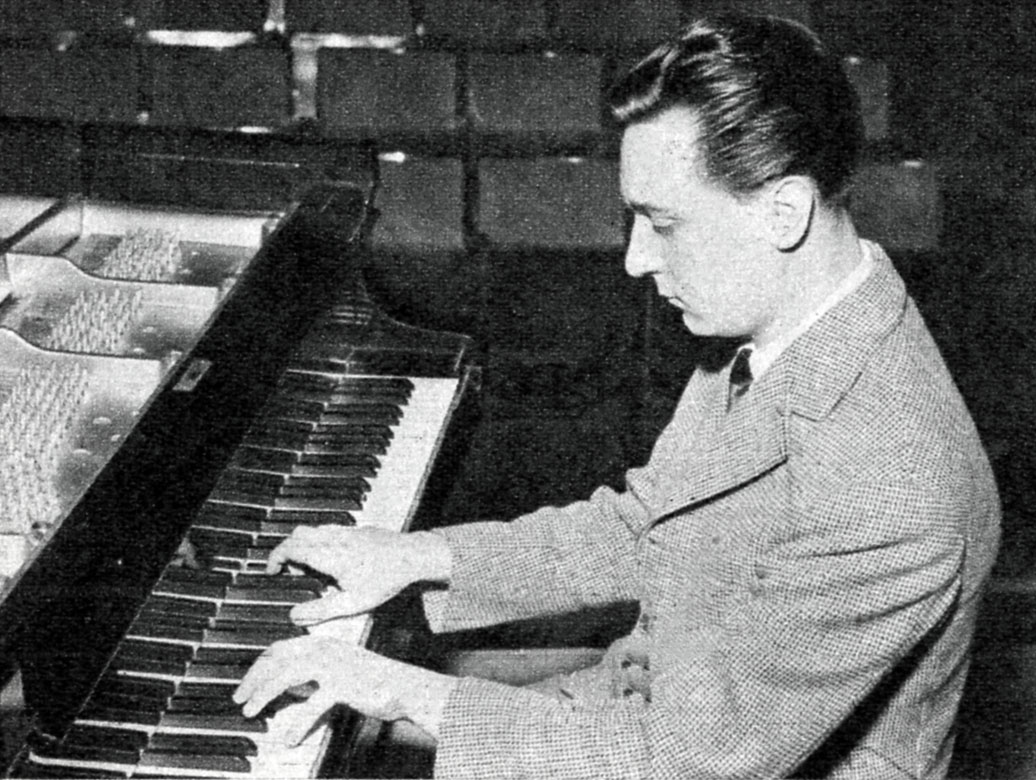
Marcello Abbado

Marcello Abbado (Milaan, 7 oktober 1926 - 4 juni 2020) was een Italiaanse componist, dirigent en pianist. Hij componeerde werken voor orkest, een ballet, vele solopianostukken en ook kamermuziek. Hij heeft een aantal werken samen met Roberto Goitre gemaakt.
Abbado was een zoon van violist Michelangelo Abbado, broer van dirigent Claudio Abbado en vader van dirigent Roberto Abbado. Hij studeerde piano bij Gianandrea Gavazzeni en aan het Conservatorio "Giuseppe Verdi" van Milaan. Na enkele jaren als concertpianist opgetreden te hebben werd hij in 1958 benoemd als directeur van het Conservatorio "Giuseppe Nicolini" in Piacenza. Van 1966  tot 1972 was hij directeur van het Conservatorio "Gioacchino Rossini" in Pesaro, waarna hij van 1972 tot 1996 directeur was van het conservatorium van Milaan.
Hij was actief als pianist en dirigent. Hij trad geregeld op met de Wiener Philharmoniker, waarmee hij alle 27 pianconcerten van Mozart heeft gespeeld en gedirigeerd.
Hij werd 93 jaar oud.
- Bibliothèque nationale de France: cb16306425d (data)
- CiNii: DA12173174
- Gemeinsame Normdatei: 104022973
- International Standard Name Identifier: 0000 0000 5527 566X
- Library of Congress Control Number: no90014703
- MusicBrainz: aa62c847-8144-4449-b05f-bb314d9a8a65
- Nationale bibliotheek van Australië: 35585623
- Nationale Bibliotheek van Israël: 987007406749705171
- Nederlandse Thesaurus van Auteursnamen: 266075991
- Réseau des bibliothèques de Suisse occidentale: 02-A002903051
- Istituto Centrale per il Catalogo Unico: CFIV129063
- Système universitaire de documentation: 276947347
- Trove: 1004513
- Virtual International Authority File: 11865818
- WorldCat: E39PBJg8GTWfWrgptcthjJwpyd